# Saattue
Saattue ist eine finnische Death-Doom-Band aus Riihimäki, die 2001 unter dem Namen Kiduttajat gegründet wurde.

## Geschichte
Die Band wurde im Jahr 2001 in der Bar Papillon in Riihimäki unter dem Namen Kiduttajat gegründet. Nach zwei Demos wurde 2004 der Name in Saattue umgeändert. Daraufhin erschien als erstes die EP Kivisydän im selben Jahr. Als Gastsängerin war Bianca Hösli im Studio vertreten. Zu den Originalmitgliedern Vesa Mänty (E-Gitarre, Gesang), Harri Lampinen (E-Gitarre) und Valtteri Heinonen (E-Bass), die alle zuvor in der Band Braindrain aktiv gewesen waren, stieß der dritte Gitarrist Tero Kalliomäki und der Schlagzeuger Tony Kristian. Es folgten Auftritte in ganz Finnland. Dadurch konnte die Band ihre Fangemeinde vergrößern und Songs wurden vereinzelt im Radio gespielt. Daraufhin entschied sich Mänty dazu, nur noch E-Gitarre zu spielen, woraufhin Tuukka Koskinen als Sänger hinzugefügt wurde. Zudem verließ der Bassist Valtteri Heinonen die Gruppe, welcher durch Samu Lahtinen ersetzt wurde. Nach weiteren Konzerten, pausierte die Gruppe von ihrer Live-Aktivität, ehe Mänty die Band im Jahr 2005 verließ. Ihm tat es kurz darauf der Schlagzeuger Kristian gleich. Mikael „Miku“ Ahlstén wurde sein Ersatz. Als neuer Gitarrist stieß Jani Koskela hinzu. In dieser veränderten Besetzung wurden daraufhin weitere Konzerte abgehalten. Im Januar 2006 erschien das Demo Ikiuneen…, das drei Lieder enthält. Kurz nach den Aufnahmen hatte die Band mit einem Konzert im estländischen Tallinn ihr erstes Konzert im Ausland gegeben. Durch das Demo konnte die Band jedoch keinen Plattenvertrag erzielen. Um das Demo zu bewerben, wurden weitere Auftritte im Süden Finnlands abgehalten, während an neuem Material geschrieben wurde. Vier Lieder wurden daraufhin geprobt und vorproduziert, ehe sich die Band nach ein paar Problemen im Mai 2007 in das D-Studio in Klaukkala zurückzog, um dort die EP Jäähyvästi aufzunehmen. Dadurch erreichte die Band im selben Jahr einen Plattenvertrag bei dem Label Spinefarm Records, das sich bereits auch schon bei Ikiuneen… interessiert gezeigt hatte. Anschließend begab sich die Band erneut ins Studio, um die EP auf ein komplettes Album mit sieben Songs auszuweiten. Das Album erschien Ende Januar 2008 bei dem Sublabel Spikefarm Records. Als Gastsänger und -sängerinnen sind hierauf Miki Garam, Tapio Kuosma, Karri Knuutila, Samu Brusila, Toni Toivonen und Ines Lukkanen enthalten. Im November 2009 folgte das zweite Album unter dem Namen Vuoroveri. Das dritte Album erschien im August 2016 unter dem Namen Kärsimysnäytelmä über Endless Desperation Productions.

## Stil
Ronny Bittner vom Rock Hard bezeichnete die Musik auf Jäähyvästi als „verschachtelten Doom Metal“, der sich vor allem durch seine Melodieführung auszeichne. Der Gesang sei auf Finnisch und variabel und reiche von Growls bis zu Klargesang. Die Lieder seien meist recht langsam und mit der Zeit würde sich der dynamische Aufbau der einzelnen Songs ähneln. In einer späteren Ausgabe rezensierte Andreas Stappert Vuoroveri und stellte fest, dass das Album „[l]angsam voranschreitend, majestätisch und würdevoll“ klingt. Basis der Songs sei Doom Metal, der durch „[d]ezente Keyboard-Teppiche, schwelgerisch molltönende Gitarren, ein Mix aus Deathgrowls, variablem Cleangesang und der engelsgleichen Stimme von Gastsängerin Ines Lukkanen (Embassy Of Silence)“ angereichert werde. Die Lieder würden sich immer weiter auftürmen, wodurch „eine völlig eigene Atmosphäre zwischen Schönheit und purer Verzweiflung“ erzeugt werde. Durch schwermütige Melodien würde eine „sprichwörtliche finnische Melancholie“ erzeugt werden. Alex Drozd von doom-metal.com ordnete die Gruppe in seiner Rezension zu Kärsimysnäytelmä dem Death Doom zu. Die Lieder hätten mal einen stampfenden und marschierenden, mal einen skandierenden und schlagenden Charakter. Der abwechslungsreiche Gesang ähnele dem von Gojira und Machine Head. Gelegentlich mache die Gruppe auch von Synthesizern Gebrauch. Die E-Gitarren würden auf Tremolo-Riffs und Breakdowns verzichten. Für Doom-Metal-Verhältnisse sei das Tempo des Albums nicht besonders langsam, sondern liege eher im mittleren Bereich.

## Diskografie
Kiduttajat
- 2001: Uusi alku (Demo, Eigenveröffentlichung)
- 2002: Demo 2002 (Demo, Eigenveröffentlichung)

als Saattue
- 2004: Kivisydän (EP, Eigenveröffentlichung)
- 2006: Ikiuneen… (Demo, Eigenveröffentlichung)
- 2008: Jäähyvästi (Album, Spikefarm Records)
- 2009: Vuoroveri (Album, Spikefarm Records)
- 2016: Kärsimysnäytelmä (Album, Endless Desperation Productions)